# Corydoras paragua
Corydoras paragua är en fiskart som beskrevs av Knaack 2004. Corydoras paragua ingår i släktet Corydoras och familjen Callichthyidae. Inga underarter finns listade i Catalogue of Life.